# Anchiale tessulata
Anchiale tessulata är en insektsart som först beskrevs av Johann August Ephraim Goeze 1778.  Anchiale tessulata ingår i släktet Anchiale och familjen Phasmatidae. Inga underarter finns listade i Catalogue of Life.